# Kaiser (cratera)
Kaiser é uma cratera de impacto no quadrângulo de Noachis, em Marte. Ela se localiza a 46.6º latitude sul e 340.9° longitude oeste, possui 207 km de diâmetro e recebeu este nome em honra a Frederick Kaiser (1808–1872), um astrônomo holandês.

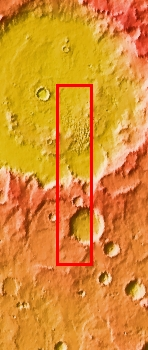
Imagem em contexto da cratera Kaiser (no topo da imagem) para a imagem da THEMIS.
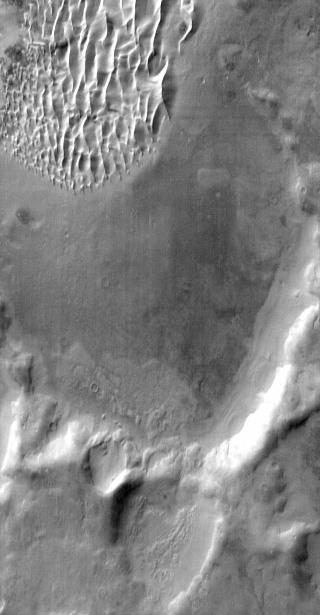
Detalhe da parede sul da cratera Kaiser, visto pela THEMIS. O topo da imagem exibe parte de uma região de dunas.